# The Power of Good-Bye
"The Power of Good-Bye" là một bài hát của ca sĩ người Mỹ Madonna nằm trong album phòng thu thứ 7 của cô Ray of Light (1998). Nó được sáng tác bởi Madonna và Rick Nowels, và do Madonna, William Orbit và Patrick Leonard sản xuất. Đây là đĩa đơn thứ ba trích từ album ở Bắc Mỹ, và là đĩa đơn thứ tư trên thị trường quốc tế, phát hành ngày 22 tháng 9 năm 1998 bởi Maverick Records. "The Power of Good-Bye" được phát hành là đĩa đơn mặt A đôi ở Vương quốc Anh với "Little Star". Nội dung bài hát nói về nỗi đau đau đớn khi chia tay. Về mặt âm nhạc, bài hát là một bản ballad lấy cảm hứng từ nhạc điện tử.
"The Power of Good-Bye" nhận được những đánh giá tích cực từ các nhà phê bình âm nhạc. Nó là một thành công thương mại trên toàn thế giới, đạt vị trí số một tại Mexico, và lọt vào top 5 tại Áo, Phần Lan và Đức, Tây Ban Nha và Thụy Điển. Tại Hoa Kỳ, nó đạt vị trí thứ 11 của Madonna trên bảng xếp hạng Billboard Hot 100.

## Danh sách track và định dạng
US 7" vinyl (7-17160)
US cassette single (9 17160-4)
- A "The Power Of Good-Bye" (Album Version) — 4:10
- B "Mer Girl" — 5:32

US promo CD single (PRO-CD-9499-R)
1. "The Power Of Good-Bye" (Dallas' Low End Mix) — 4:34
2. "The Power Of Good-Bye" (Album Version) — 4:10

US CD single (9 17160-2)
1. "The Power Of Good-Bye" (Album Version) — 4:10
2. "Mer Girl" — 5:32

JP Maxi-CD (WPCR-2297)
AU Maxi-CD (9362 44591 2)
1. "The Power Of Good-Bye" — 4:13
2. "The Power Of Good-Bye" (Dallas' Low End Mix) — 4:34
3. "The Power Of Good-Bye" (Luke Slater's Super Luper) — 8:45
4. "The Power Of Good-Bye" (Luke Slater's Filtered Mix) — 6:07
5. "The Power Of Good-Bye" (Fabien's Good God Mix) — 8:22

EU 12" vinyl (9362 44590 0)
- A1 "The Power Of Good-Bye" (Dallas' Low End Mix) — 4:34
- A2 "The Power Of Good-Bye" (Luke Slater's Super Luper) — 8:45
- B1 "The Power Of Good-Bye" (Fabien's Good God Mix) — 8:22
- B2 "The Power Of Good-Bye" (Album Version) — 4:10

EU CD single (9362 17121 9)
1. "The Power Of Good-Bye" (Album Version) — 4:10
2. "Little Star" — 5:18

UK promo CD single (W459CDDJ)
1. "Little Star" — 5:18

UK Maxi-CD (9362 44598 2)
GR CD single (9362 44592-2)
1. "The Power Of Good-Bye" (Album Version) — 4:10
2. "Little Star" — 5:18
3. "The Power Of Good-Bye" (Dallas' Low End Mix) — 4:34

## Xếp hạng
| Bảng xếp hạng (1998)                            | Vị trí cao nhất |
| ----------------------------------------------- | --------------- |
| Úc (ARIA)                                       | 33              |
| Áo (Ö3 Austria Top 40)                          | 4               |
| Bỉ (Ultratop 50 Flanders)                       | 31              |
| Bỉ (Ultratop 50 Wallonia)                       | 20              |
| Canada Top Singles (RPM)                        | 16              |
| Canada Adult Contemporary (RPM)                 | 19              |
| Eurochart Hot 100 Singles                       | 2               |
| Phần Lan (Suomen virallinen lista)              | 4               |
| Pháp (SNEP)                                     | 21              |
| Trường songid là BẮT BUỘC CHO BẢNG XẾP HẠNG ĐỨC | 4               |
| Ireland (IRMA)                                  | 23              |
| Italy (FIMI)                                    | 8               |
| Hà Lan (Dutch Top 40)                           | 6               |
| Hà Lan (Single Top 100)                         | 7               |
| New Zealand (Recorded Music NZ)                 | 25              |
| Scotland (OCC)                                  | 5               |
| Spain (PROMUSICAE)                              | 2               |
| Thụy Điển (Sverigetopplistan)                   | 3               |
| Thụy Sĩ (Schweizer Hitparade)                   | 8               |
| Anh Quốc (OCC)                                  | 6               |
| Hoa Kỳ Billboard Hot 100                        | 11              |
| Hoa Kỳ Adult Contemporary (Billboard)           | 14              |
| Hoa Kỳ Adult Pop Airplay (Billboard)            | 40              |
| Hoa Kỳ Pop Airplay (Billboard)                  | 18              |

| Bảng xếp hạng (1998)             | Vị trí |
| -------------------------------- | ------ |
| Germany (Official German Charts) | 79     |
| Italy (FIMI)                     | 58     |
| Netherlands (Dutch Top 40)       | 89     |

| Quốc gia                                  | Chứng nhận | Số đơn vị/doanh số chứng nhận |
| ----------------------------------------- | ---------- | ----------------------------- |
| Áo (IFPI Áo)                              | Vàng       | 25.000*                       |
| Đức (BVMI)                                | Vàng       | 250.000^                      |
| Thụy Điển (GLF)                           | Vàng       | 15.000^                       |
| ^ Chứng nhận dựa theo doanh số nhập hàng. |            |                               |

## Lịch sử phát hành
| Nước     | Ngày                 |
| -------- | -------------------- |
| Hoa Kỳ   | 22 tháng 9 năm 1998  |
| Châu Âu  | 16 tháng 11 năm 1998 |
| Nhật Bản | 26 tháng 11 năm 1998 |